# 이승환
이승환(李承桓, 1965년 12월 13일 ~ )은 대한민국의 가수이다. 데뷔 때부터 자신의 앨범 및 본인의 소속사 뮤지션들이 발표한 모든 음반을 직접 제작한 프로듀서이기도 하다.
전세계 대중음악 사상 최장 공연시간 기록을 가지고 있으며, 대한민국 라이브의 황제이자 공연의 신으로 불린다. 신승훈, 김건모, 이선희, 변진섭, 서태지 등과 함께, 가요계의 황금기인 1990년대의 대표적인 뮤지션 중 한 명이다. 연예계 최고의 동안이라는 이미지 때문에 어린 왕자라는 별명으로 유명하다.

## 생애
부산 출신으로, 초등학교 4학년 때 서울로 올라왔다. 한국외국어대학교 (용인캠퍼스) 영어영문학과에 진학 후, 어릴 때부터 가졌던 음악의 꿈을 동아리 밴드 활동을 통해 시작함으로써 키워갔다.
1984년 언더그라운드 라이브 클럽에서 첫 무대를 가진 이승환은, 1989년 정규 1집 타이틀 〈텅 빈 마음〉을 통해 가수로 정식 데뷔하였으며, 대표곡으로는 〈좋은 날〉, 〈기다린 날도 지워질 날도〉, 〈너를 향한 마음〉, 〈세상에 뿌려진 사랑만큼〉, 〈한 사람을 위한 마음〉(이오공감), 〈내게〉, 〈덩크슛〉, 〈천일동안〉, 〈다만〉, 〈붉은 낙타〉, 〈애원〉, 〈가족〉, 〈세 가지 소원〉, 〈그대는 모릅니다〉, 〈당부〉, 〈그대가, 그대를...〉, 〈...사랑하나요?!〉, 〈심장병〉, 〈물어본다〉, 〈슈퍼히어로〉, 〈어떻게 사랑이 그래요〉, 〈반의 반〉, 〈Fall to Fly〉, 〈너에게만 반응해〉, 〈그 한 사람〉, 〈10억 광년의 신호〉, 〈돈의 신〉, 〈나는 다 너야〉, 〈백야〉 등이 있다.
국내 가수 최초로 스스로 연예기획사를 설립해 데뷔했으며, 2019년 기준 정규 12집까지 발표하였다. 1,400회가 넘는 단독공연 횟수에서 드러나듯, TV 출연보다는 공연 개최에 비중을 두고 있다.

### 드림 팩토리
드림 팩토리의 전신은 "우리 기획"으로서 이승환의 데뷔와 함께 출범하였다. 처음부터 독립된 자본으로 음반을 제작하게 된 이승환은 음반 제작 후에도 소속사 없이 활동을 할 수 없게 되자 우리 기획을 직접 설립하였다. 그의 1집 B.C 603은 유재하 1집 다음으로, 가수가 직접 제작한 두 번째 국내 음반이다. 1집의 성공 후, 1991년 2월 사명을 "우리 엔터프라이즈"로 개명하였다.
이어 이승환의 2~5집과 더 클래식 1집, 지누(최진우) 1집을 프로듀싱 및 발매하였고, 1997년 사명을 "드림 팩토리"로 개명했다. 이후 뮤지션을 발굴하는 "드림 팩토리 뮤직 스쿨"과 공연 스태프 양성 학원 "드림 팩토리 스쿨", "드림 팩토리 스튜디오"와 매니지먼트 사업부를 두고 1997년 9월 His ballad, 최진우 2집 등을 발매하였다.
이승환은 2005년 12월 경영 일선에서 물러났고, 공연 스태프 후진을 양성하던 드림 팩토리 뮤직 스쿨은 2009년 "Up-Stage School"로 명칭이 변경됨과 동시에 드림 팩토리에서 분리되어 김형택 감독이 바통을 이어받았다. 2006년 1월, 매니지먼트 사업부만을 따로 떼어 구름 물고기를 설립, 드림 팩토리와는 별개의 독립 법인으로서 운영되고 있다.

## 음악 스타일
이승환이 추구하는 음악 장르는 다양하지만, 록에 많은 비중을 두는 것으로 알려져있다.
대학교 재학시절 록 밴드(SS(Self Service, 셀프 서비스), 아카시아 등등)에서 음악 생활을 시작한 것과 더불어 이후의 음악 행보에서 보이는 바로는 이승환의 음악 세계의 근저에는 록적인 정서가 자리하고 있다고 보이며, 인터뷰나 글에서 그런 면을 찾아볼 수 있다.
이를테면 데뷔곡 "텅빈 마음"의 경우에도 분명 음악 장르적 분법으로는 발라드에 속하지만, 곡 진행과 사운드의 활용에 있어 록적인 요소를 가미했고, 데뷔 이후 계속된 음악 작업에서는 전통적인 문법에 따른 록 음악을 추구하기도 하였다. 다만 메이저 데뷔는 발라드부터 시작했으며, 그 후 앨범에서도 록 요소가 가미된 곡이나 록 음악이 있었지만 대부분의 앨범의 타이틀곡은 발라드였으므로, 추구하는 장르가 어떻든지 간에 대중은 이승환을 발라드 가수로 기억하는 경우가 절대적으로 많다.
2007년 말, 발라드에 중점을 둔 미니앨범 《Mallang》을 발매하며 음반 실적에 따라 《Serious Day》와 같은 본격적인 록 앨범을 다시 한 번 발표하겠다는 발언이 있었으나, 갑자기 2008년 초에 해당 소식을 부정하였다.
2007년 말, 발라드에 중점을 둔 미니앨범 《Mallang》을 발매하며 음반 실적에 따라 《Serious Day》와 같은 본격적인 록 앨범을 다시 한 번 발표하겠다는 발언이 있었으나, 갑자기 2008년 초에 해당 소식을 부정하였다.
2008년 4월엔 2007년 말 발매되었던 《말랑 (Mallang)》의 리패키지 앨범 《몽롱 (Mongrong)》을 발매하였으며, 라이브 버전인 "사랑하나요?!", "제리 제리 고고", "덩크슛"이 추가되어 발매되었다.

## 공연의 神, 라이브의 황제
이승환의 최대 강점은 단연코 공연이다. 국내외 공연 관련 기록을 수없이 가지고 있으며, 해외 최첨단 공연장비들을 자비로 사들여 국내 콘서트의 질을 수십년 간 상향시켜 이끌어 온 선구자로 여겨진다.그가 개인적으로 소유한 공연장비들은 개당 5천만 원에 육박하는 레이저 24대 포함, 무려 수십 억 원에 이르는 것으로 알려져 있다. 웬만한 공연 업체들을 능가하는 수준이며, 스스로 필요한 새 장비들을 특수제작하기도 한다.
스스로 공연연출자라 밝힌 그는 콘서트 개최 시, 처음부터 끝까지 기획과 제작에 직접 참여하는 것으로 알려져 있다. 공연장의 조명, 음향, 무대장치, 특수효과 등 모든 요소를 점검하며, 남들은 어느 정도 적당히만 진행하는 공연 당일 리허설을 적어도 1시간 이상 진행하는 광적인 완벽주의를 보여 준다. 국내 대중문화예술계에서 공연 연출로는 선두적인 위치를 점하고 있으며, 여러 가지 새로운 기술적인 시도와 더불어 절대적인 횟수, 그리고 그 수준에서 높은 평가를 받는다.
언제나 스스로를 뛰어넘기 위해, 운동선수 못지 않은 체력 관리와 식단 조절 같이 철저한 자기관리를 해 온 것으로 알려져 있다.
이승환의 공연 관련 보유 기록을 간략하게 정리하면 다음과 같다.
- 단일 아티스트 세계 최장 공연시간 기록 (2019 LAST 빠데이 - 고려대학교 화정체육관 / 9시간 30분, 93곡)
- 단일 아티스트 세계 최장 공연시간 기록 TOP 5 석권 (2019 - 9시간 30분 / 2016 - 8시간 27분 / 2015 - 6시간 21분 / 2012 - 5시간 40분 등)
- 단일 아티스트 이틀에 걸친 세계 최장 공연시간 기록 (2018 빠데이X2 - 용산구 블루스퀘어 / 9월 8~9일 합산 12시간 17분, 114곡)
- 국내 아티스트 유일무이 본인의 이름을 내건 페스티벌 개최 (2019 이승환 페스티벌)
- 국내 아티스트 최초 SENNHEISER에서 각종 장비(마이크, 인이어 등) 무상 지원 (당시 아시아 한, 중, 일 1명씩)
- 각종 해외 공연장비 국내 최초 도입 (레이저, 디지털 프롬프터, LED 볼, 무대 공중부양 기술, 와이어, 점핑머신, 살수기, CO2 건, 대형 애드벌룬 등)
- 국내 아티스트 최초 렌탈 녹음실 건립
- 국내 최초 공연 스태프 양성 전문학원 설립 (드림팩토리 스쿨, DFS)
- 국내 최초 공연 브랜드 네이밍 적용 (1999 '무적' 투어)
- 국내 최초 전국투어 팀 결성 및 활동
- 잠실 올림픽 주경기장 단독공연 펼친 국내 2호 아티스트 (1호 - 조용필)
- 국내 최초 전쟁기념관 공연 개최 (with 박정현, 2003 끝장 콘서트)
참고 사항
이승환은 2019 LAST 빠데이 당시 기네스 세계 기록에 전세계 공연시간 신기록에 대한 평가 요청을 하였으나, 인도의 유명 퍼커션 연주자 쿠잘만남 라마크리슈난(Kuzhalmannam Ramakrishnan)의 2009 투어(7월 5일~26일, 501시간 / 이동 및 휴식, 취침 시간 포함)로 인해 거절 및 무산되었다. 단일 공연시간으로는 이승환이 앞섰으나, 새로이 평가 항목이 만들어지거나 인정되지는 않았다. 이승환의 LAST 빠데이는 2019년 6월 15일 오후 4시에 시작해, 다음날 16일 새벽 4시가 넘어 끝났다. (인터미션 2회 포함)
공연뿐 아니라 다른 여러 문화 매체에서도 꾸준히 고평가받는다.
- 드라마 <응답하라> 전 시리즈 통틀어 최다 수록곡 보유 아티스트  (텅 빈 마음, 좋은 날, 기다린 날도 지워질 날도, 세상에 뿌려진 사랑만큼, 너를 향한 마음, 한 사람을 위한 마음, 천일동안, 다만, 가족 등)
- <한국대중음악명반 100> 선정 - 4집 HUMAN - the Different Side (Muse, Jason Mraz 앨범 등을 담당한 David Campbell 프로듀싱)
- 히트곡 <마법의 성> 제작자

## 수상
- 2015. 제12회 한국대중음악상 - 올해의 음악인상
- 2013. 제4회 대한민국 대중문화예술상 - 국무총리 표창
- 2011. MBC 연예대상 특별상 - 쇼 버라이어티 부문
- 2011. 제1회 한국음악저작권대상 - 공연문화상
- 2011. 제3회 멜론 뮤직 어워드 - 공연문화상
- 2002. 기자들이 뽑은 2001년 최고의 선행 연예인상
- 2002. Mnet KM 뮤직비디오 페스티벌 - PIONEER상
- 1999. Mnet KM 뮤직비디오 페스티벌 - 올해의 남자 가수상
- 1997. Mnet KM 뮤직비디오 페스티벌 - 올해의 발라드상, 베스트 비디오상
- 1993. KBS 가요대상 - 올해의 가수상
- 1993. 대한민국영상음반대상 골든디스크상 - 본상
- 1992. 대한민국영상음반대상 골든디스크상 - 본상
- 1992. 서울가요대상
- 1991. 대한민국 영상음반대상 - 신인가수상

## 개인 정보

### 출신 학교
- 혜화초등학교 졸업 (1978)
- 보성중학교 졸업 (1981)
- 휘문고등학교 졸업 (1984)
- 한국외국어대학교 용인캠퍼스 영어영문학과

### 경력사항
- 한국백혈병어린이재단 명예홍보대사 (차카게살자, 2001~현재)
- 드림팩토리 대표

### 친분 관계
- 친분이 있는 아티스트는 유희열, 정석원, 윤종신, 김동률, 신승훈, 유영석, 이소은, 롤러코스터, 김진표, 김종서, 김원준, 싸이, 윤도현, 김형중, 윤상, 김광진, 정지찬, 김종완, 피아, 봄여름가을겨울, 린, 윤하, 이규호, 정준일 등이 있다.[9]
- 친분이 있는 배우는 박신혜, 김시후, 김정화, 황정민 등이다.
- 친분이 있는 방송인은 김제동, 최화정[10] 등이다.
- 그 외 친분이 있는 인물로는 주진우, 강풀, 류승완, 허일후 등이 있다.

### 별명
각종 미디어와 팬들은 여러 가지 별명으로 이승환을 칭한다. "어린 왕자", "라이브의 황제", "공연의 신", "공장장님", "보스", "환님", "아쟐", "연예 주간지" "4테라" 등이 있다.

## 특이 사항

### 병역면제
방송에서 다리와 발 쪽에 문제가 있다는 얘기를 수차례 해왔고, 그 이유 때문에 면제를 받았을 가능성이 높다고 추정되어 왔다. 그러나 모 잡지와의 인터뷰에서 병무청 신체검사 중, 검사관이 서류 몇 장 보더니 '군대에 안 가도 된다' 했다고 밝혔다. 실제로 이승환이 20대였던 시기에는, 합계출산율이 평균 4~5명이고 병력 모집인원이 적었기에 면제되는 사람이 많았다.

## 기타 사항

### 완벽주의적 성격
이승환의 완벽주의적 성격 때문에, 타 가수들은 4시간이면 끝내는 믹싱 작업을 20시간 넘게 마음에 들 때까지 작업하여 동료들이 힘들어하기도 했다. 데뷔 직전에는 집 밖으로 두 달 동안 나가지 않고 음악작업을 한 적도 있어, 가족들이 음악을 반대해 우울증에 걸리기도 했다. 정규 11집을 준비할 당시엔 1,400시간 이상을 녹음실에 있었으며, 동네 중국집 쿠폰을 121장이나 모았다는 얘기를 방송에서 한 바 있다.

### 이승환에 대한 측근들의 평가
| “ | - 그의 음악은 세계적이다. (배철수) - 공연에서는 영원히, 가장 강력하다. (임진모) - 그는 지존이다. (싸이) - 이승환의 공연은 정말 끝내준다. (전인권) - 공연장에서의 그는 거인이었다. (이상봉) | ” |

## 음반 목록
- 1989년 01집 - B.C 603
- 1991년 02집 - Always
- 1993년 03집 - My Story
- 1995년 04집 - HUMAN - the Different Side
- 1997년 05집 - CYCLE
- 1999년 06집 - The War in Life
- 2001년 07집 - Egg
- 2004년 08집 - KARMA
- 2006년 09집 - Hwantastic
- 2010년 10집 - Dreamizer
- 2014년 11집 - Fall to Fly 前
- 2019년 12집 - Fall to Fly 後

### 기념 앨범
데뷔 20주년 기념앨범 《환타스틱 프렌즈 (Hwantastic Friends)》가 이승환 데뷔 20주년을 기념해 2009년 10월 27일 발매되었다.